# Latex

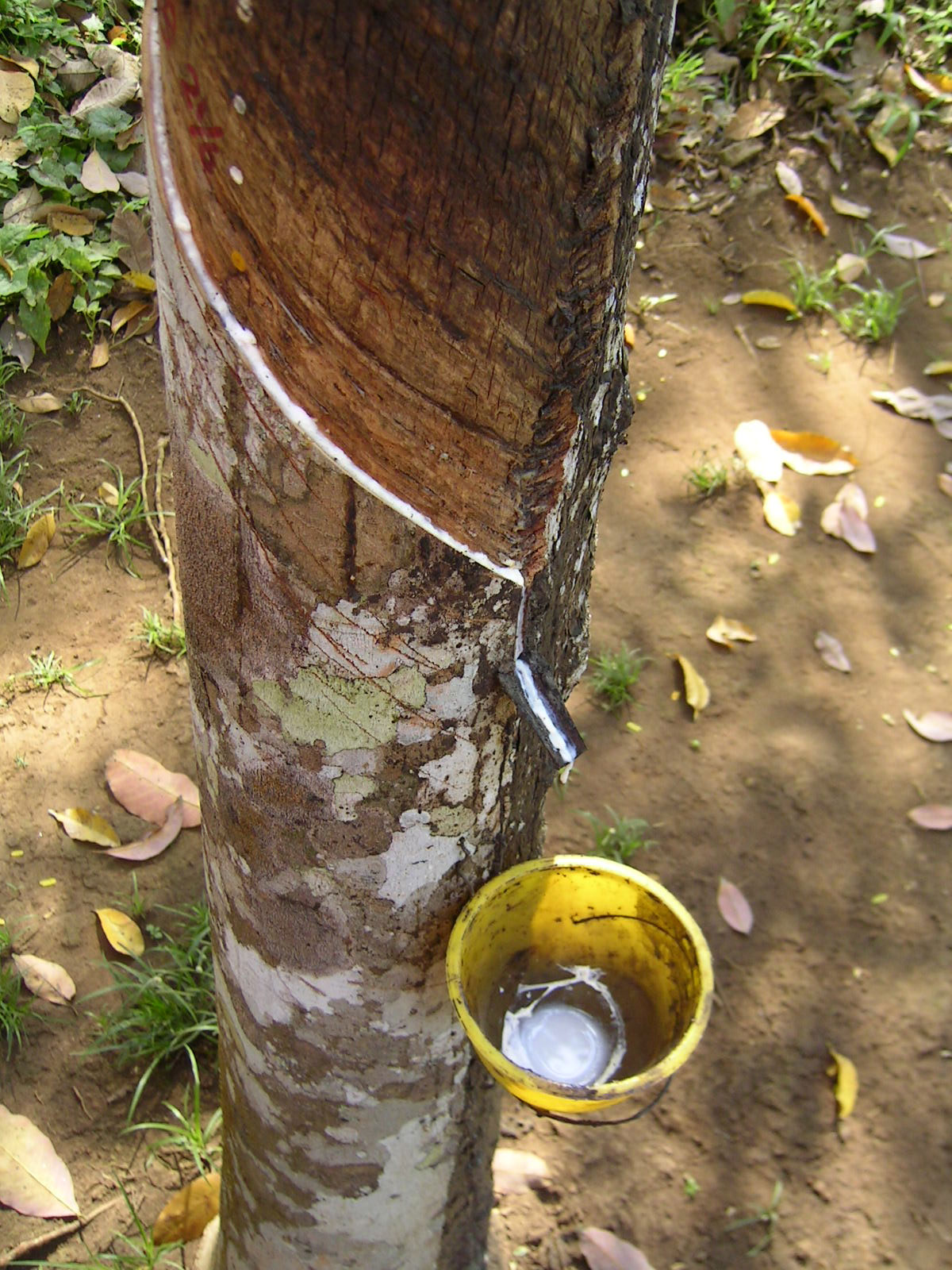
Získávání latexu

Latex je bílá tekutina vznikající v mléčnicích některých rostlin, mj. stromů kaučukovníků. Na vzduchu latex rychle zasychá. Přírodní latex je produkován na kaučukovníkových plantážích; největší plantáže se nacházejí v Asii – v Malajsii, Thajsku a Indonésii. Používá se jako výchozí surovina pro výrobu přírodní pryže, pneumatik, těsnění, hadic, kondomů, latexového oblečení aj. Latex je také možné vyrábět synteticky.

## Rozšíření
Latex produkuje 20 000 rostlinných druhů z více než 40 čeledí, které jsou jak v třídě jednoděložných tak i dvouděložných. Nachází se i v jehličnanech a kapraďorostech. 14 % tropických rostlin produkuje latex, oproti tomu u rostlin mírného pásma je to jen 6 %.

## Použití
Tato surovina se využívá např. na výrobu gumových rukavic, koupacích čepic, kondomů, nafukovacích balónků, latexových barev, matrací s paměťovou pěnou, obličejových masek,  latexových oděvů... 
Latex je využíván i umělci, mezi nimiž nechybí jména: Paul McCartney (Nafukovací prase, 2007), sochařka Alina Szapocznikow, Eva Hesseová, Rachel Whitereadová; mezi prvními byl Marcel Duchamp (odlitek prsa s názvem Dotýkejte se prosím).